# 역법

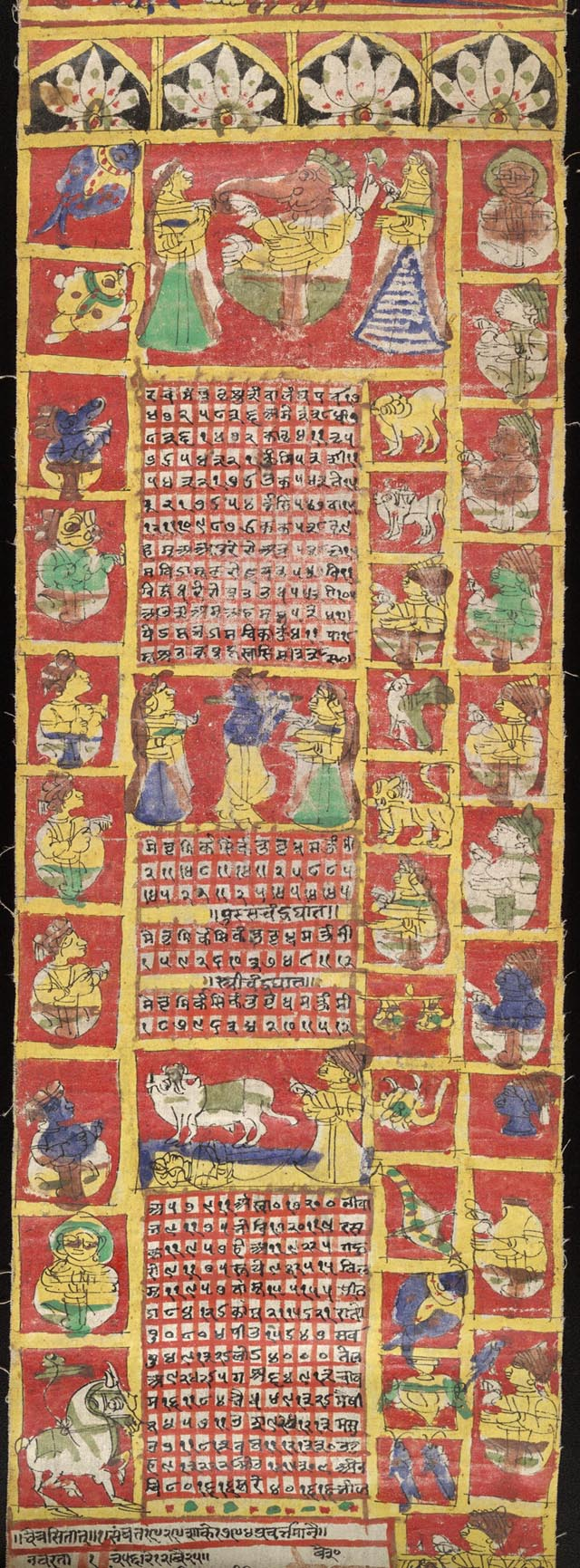
1871~1872년 힌두 달력의 한 페이지

역법(曆法, Calendar)은 천체의 운행 등을 바탕으로 한 해의 주기적 시기를 밝히는 방법이다.  시령은 흔히 절기라고도 부르며, 세시와 요일, 일식, 행사일 등을 아울러 이른다. 이러한 역법을 표기한 문서가 달력이다. 유의어로 기년법(紀年法)이 있으며 이는 천문학적 기년법을 가리키는 역법 외에 사회적 기년법, 종교적 기년법, 정치적 기년법 등으로도 사용된다.

## 역법의 원리
달을 기준으로 한 것은 삭망월이라고 하고, 계절이 순환하는 주기(오늘날에는 태양이 일주하는 주기)를 태양년이라고 한다. 삭망월은 2이다.

### 사용중인 역법
- 아칸 달력
- 아르메니아 달력
- 아시리아 달력
- 바하이력
- 벵골 달력
- 베르베르력
- 불멸기원
- 태음력
- 콥트 달력
- 에티오피아 달력
- 회계 연도
- 게르만력
- 그레고리력
- 히브리력
- 힌두력
- 인도 국정력
- ISO 주
- 이란 달력
- 아일랜드 달력
- 이슬람력
- 일본 달력
- 자바 달력
- 주체연호
- 율리우스력
- 쿠르드 달력
- 리투아니아 달력
- 마야 달력
- 네팔 달력
- 민국기원
- 수정 율리우스 력
- 룬 달력
- 타밀 달력
- 태국 태음력
- 태국 태양력
- 티베트 달력
- 조로아스터 달력
- 코사 달력
- 요루바 달력

#### 태음력
- 중국력
- 유대력
- 아랍력
  - 바빌로니아 달력
  - 아시리아 달력

#### 태양력
- 율리우스력
- 그레고리력

### 고대의 달력
- 아즈텍 달력
- 바빌로니아 달력
- 비잔틴 달력
- 이집트력
- 프랑스 혁명력

### 제안된 달력

#### 역법 개혁
그레고리력의 역법 개혁.
- 국제고정력
- 세계력

#### 다른 천체에서의 역법
- 다리우스 달력 (화성)

### 가상의 역법
- 아룬드력
- 가운데땅의 역법
- 우주력 (스타 트렉)

## 같이 보기
- 시간대
- 태음태양력
- 교회력:기독교에서 전통적으로 지키는 절기(Seasons)를 요약한 달력.

## 참고 자료
- 《시간의 지도 : 달력》 E.G.리처즈 지음, 이민아 옮김, 까치, 2003